# Andrei Nikolajewitsch Murawjow

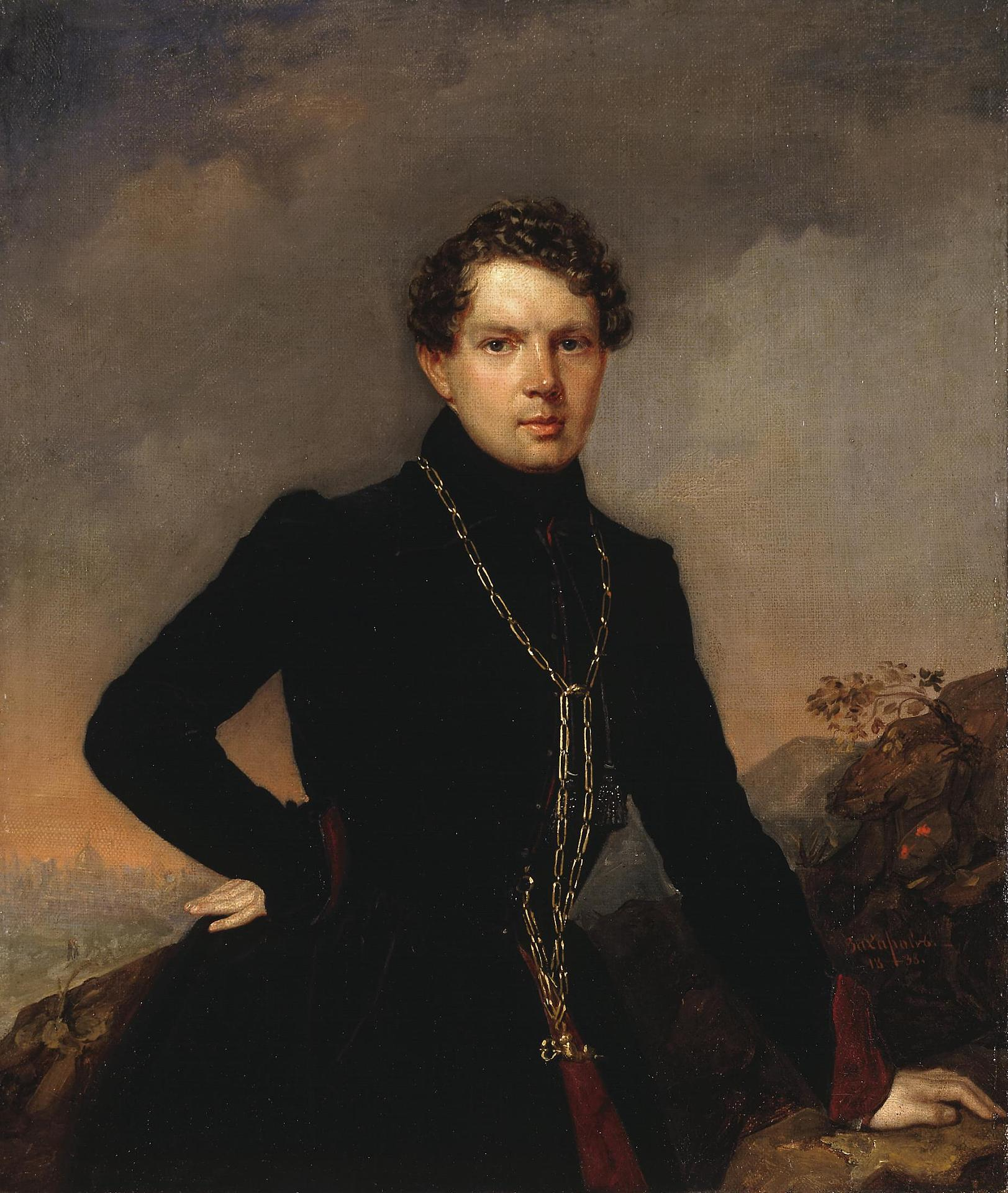
Andrei Nikolajewitsch Murawjow (1838, P. S. Sacharow-Tschetschenez, Eremitage, St. Petersburg)

Andrei Nikolajewitsch Murawjow (russisch Андрей Николаевич Муравьёв; * 30. Apriljul. / 12. Mai 1806greg. in Moskau; † 18. Augustjul. / 30. August 1874greg. in Kiew) war ein russischer Kirchenhistoriker und Dichter.

## Leben
Murawjows Vater Generalmajor Nikolai Nikolajewitsch Murawjow (1768–1840) aus der altadligen Murawjow-Familie war der Gründer der Moskauer Kolonnenführerschule, in der Junker zu Stabsoffizieren ausgebildet wurden. Murawjow erhielt eine häusliche Erziehung. Einer seiner Lehrer war Semjon Jegorowitsch Raitsch, der seinen Schülern die Liebe zur russischen Sprache vermittelte. Neben Murawjow gehörten zum Raitsch-Kreis die Literaten Michail Alexandrowitsch Dmitrijew, Awraam Sergejewitsch Norow, Fürst Wladimir Fjodorowitsch Odojewski, Alexander Iwanowitsch Pissarew, Michail Petrowitsch Pogodin und Fjodor Iwanowitsch Tjuttschew. Murawjow begann im September 1823 seinen Militärdienst.
Während eines Besuchs der Krim 1825 lernte Murawjow den Dramatiker Alexander Sergejewitsch Gribojedow kennen, den er später als seinen Lehrer betrachtete. 1827 veröffentlichte er seine erste Gedichtsammlung Tawrida.
Murawjow absolvierte im April 1828 die Abschlussprüfungen an der Kaiserlichen Universität Moskau. Im August 1828 wurde er im Amt des Kollegiums für Auswärtige Angelegenheiten in St. Petersburg angestellt. Während des Russisch-Türkischen Krieges (1828–1829) lernte er in Schumla den Dichter Alexei Stepanowitsch Chomjakow kennen.

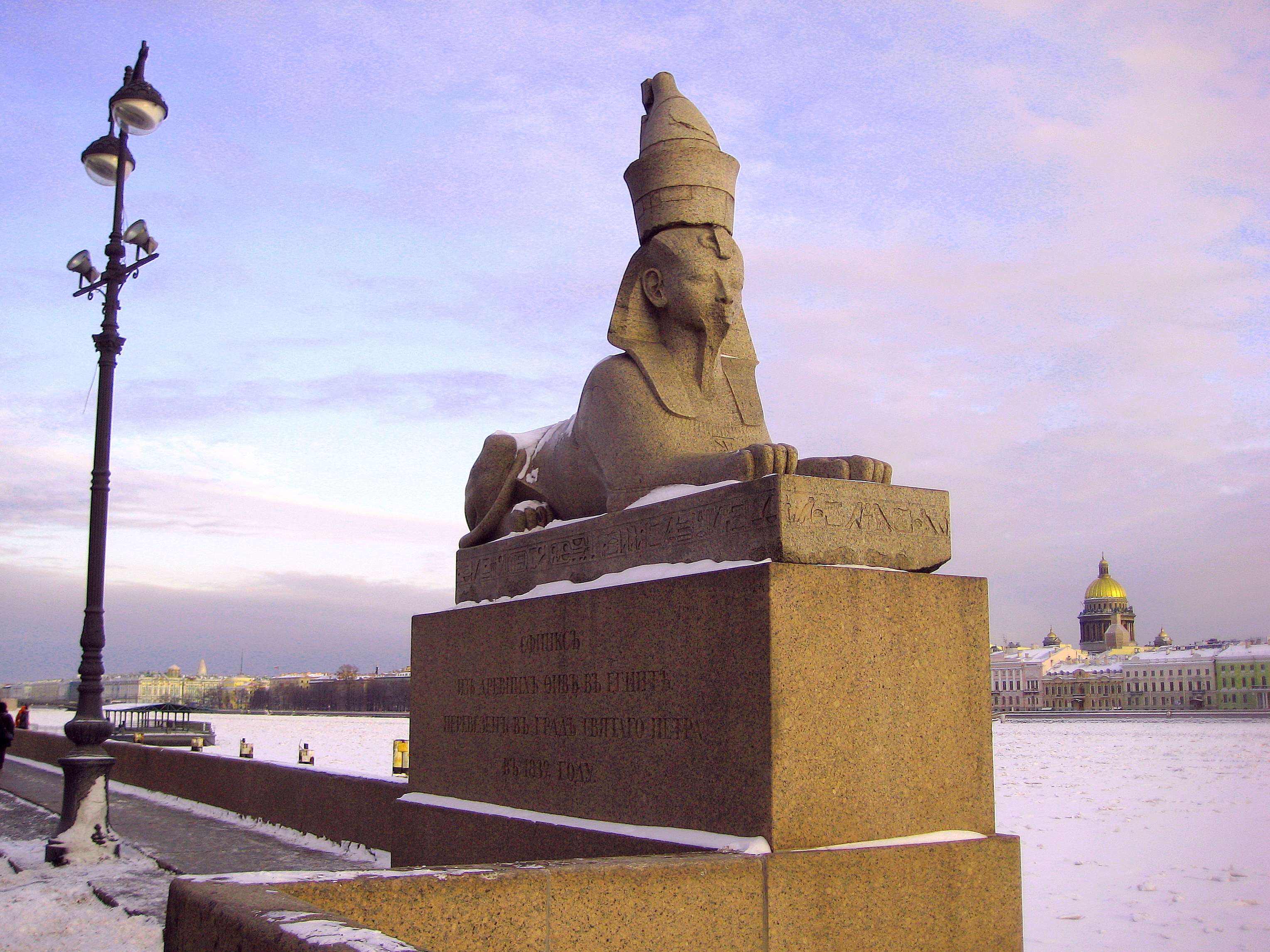
Sphinx am Universitätsufer, St. Petersburg

1829–1830 reiste Murawjow als Pilger nach Ägypten und besuchte Konstantinopel, Smyrna, Zypern, Jerusalem, Alexandria und Kairo. In Alexandria sah er 1830 einen Syenit-Sphinx, der zum Verkauf angeboten wurde. Zwei Sphingen mit den Köpfen des Pharaos Amenophis III. mit der Doppelkrone waren 1825 von Jannis Atanasios bei Ausgrabungen im Auftrag des britischen Konsuls Henry Salt im Eingangsbereich des Tempels des Amenophis III. bei Theben gefunden worden. Zeichnungen Joseph Bonomis des Jüngeren waren in James Burtons Excerpta Hieroglyphica (1825–1828) erschienen. Jean-François Champollion hatte die Sphingen während seiner Expedition untersucht und sie 1829 in einem Brief an seinen Bruder beschrieben. Wegen fehlender Mittel konnte er sie nicht kaufen, so dass eine Sphinx nach Alexandria verschifft worden war. Murawjow schlug nun in einem Brief mit Zeichnungen dem russischen Botschafter Alexander Iwanowitsch Ribeaupierre in Konstantinopel vor, die Sphingen für 100.000 Franc zu kaufen. Der Brief ging dann an den Vizekanzler Karl Robert von Nesselrode und weiter an Kaiser Nikolaus I. wegen der nötigen Genehmigung, der gerade Preußen besuchte und nun die Russische Akademie der Künste prüfen ließ. Entsprechend der Ägyptenbegeisterung mit der Eröffnung der Ägyptischen Brücke 1826 und dem Bau des Ägyptischen Tores in Zarskoje Selo befürwortete der Akademiepräsident Alexei Nikolajewitsch Olenin den Kauf, so dass schließlich Nikolaus I. die Genehmigung erteilte. Währenddessen waren die Sphingen bereits nach Frankreich verkauft worden. Allerdings scheiterte das Geschäft wegen der Julirevolution von 1830, so dass Russland die Sphingen doch noch für 64.000 Rubel und etwa 20.000 Rubel Transportkosten erwerben konnte. Im Mai 1832 kamen die Sphingen in St. Petersburg an und wurden an der Newa am Universitätsufer aufgestellt. Murawjows 1832 erschienener Bericht über die Reise zu den heiligen Stätten, dessen Manuskript der Dichter Wassili Andrejewitsch Schukowski und der Moskauer Metropolit Philaret Drosdow durchgesehen hatten, machten Murawjow in der Gesellschaft sehr bekannt.
1833 wurde Murawjow Obersekretär des Oberprokurors Stepan Dmitrijewitsch Netschajew des Heiligen Synods. Im Sommer 1836 spielte Murawjow eine wichtige Rolle bei Netschajews Ablösung durch Graf Nikolai Alexandrowitsch Protassow. Darauf war Murawjow Kammerherr des Kaiserlichen Hofes. 1838 erschien seine Geschichte der Russischen Kirche, die der Theologe Alexander Lwowitsch Katanski für ein schlechtes Werk hielt. Murawjow erforschte den Gerichtsprozess gegen den Patriarchen Nikon und machte ihn der Wissenschaft zugänglich. 1841 wurde er Ehrenmitglied der Kaiserlichen Akademie der Wissenschaften. Ab 1842 gehörte er zum Asien-Departement des Außenministeriums. Seit 1841 war er Ehrenmitglied der Russischen Akademie der Wissenschaften in St. Petersburg.
Durch Murawjows Bemühungen wurde eine Zelle des Athos-Klosters Vatopedi bei Karyes 1849 in eine selbstverwaltete Einsiedelei für russische Bewohner umgewandelt (1867 begann dort der Bau der Kathedrale des Andreas des Erstgeborenen, die 1900 geweiht wurde). 1850 besuchte Murawjow das verödete und verfallene Kloster Neuer Zion in Myra, in dem bis 1087 Reliquien des Nikolaus von Myra ruhten. Darauf initiierte er den Wiederaufbau des Klosters mit einem eventuellen zusätzlichen russischen Kloster. An dem Projekt beteiligten sich dann die Grafen Nikolai Pawlowitsch Ignatjew und Wassili Nikolajewitsch Chitrowo.
Anfang der 1850er Jahre ging Murawjow nach Moskau und wohnte bei Dmitri Nikolajewitsch Scheremetew in einem Flügel des Schlosses Ostankino. Im April 1855 wurde er zum Wirklichen Staatsrat (4. Rangklasse) ernannt.
1866 ging Murawjow in den Ruhestand und ließ sich in Kiew nicht weit von der St.-Andreas-Kirche nieder. 1869 kehrte er in den Staatsdienst zurück und wurde Direktor des St. Petersburger Gefängnisfürsorgekomitees. Er starb in Kiew und wurde in der Krypta der St.-Andreas-Kirche bestattet.
Murawjow hatte 5 Geschwister. Der Stabsoffizier und Politiker Alexander Nikolajewitsch Murawjow, der Offizier, Diplomat und Forschungsreisende Nikolai Nikolajewitsch Murawjow-Karski und der Offizier und Politiker Michail Nikolajewitsch Murawjow-Wilenski waren ältere Brüder Murawjows.
Im Eine-Straße-Museum am Andreassteig im Kiewer Stadtviertel Podil ist eine Vitrine Murawjow gewidmet. Dank Murawjows Bemühungen waren die Bordelle aus dem Andreassteig entfernt und die St.-Andreas-Kirche am Andreassteig renoviert worden.